# Pegomya kiangsuensis
Pegomya kiangsuensis är en tvåvingeart som först beskrevs av Fan 1964.  Pegomya kiangsuensis ingår i släktet Pegomya och familjen blomsterflugor. Inga underarter finns listade i Catalogue of Life.